# Les Orphelins de Duplessis
Cet article concerne la série télévisée. Pour l'article sur le sujet, voir Orphelins de Duplessis.
 Les Orphelins de Duplessis  est une mini-série historique québécoise en deux épisodes de 90 minutes scénarisée par Jacques Savoie et réalisée par Johanne Prégent et diffusée les 16 et 23 mars 1997 à la Télévision de Radio-Canada.

## Référence historique
La série dramatique se réfère à des faits historiques réels survenus au Québec dans les années 1950, dans la période où Maurice Duplessis était premier ministre de la province. Depuis le début du siècle, le développement industriel et urbain ayant entraîné des problèmes sociaux comme une plus grande pauvreté, les familles brisées, les grossesses non désirées, etc. les communautés religieuses avaient mis sur pieds différents services dont des orphelinats. En 1951, une première Loi sur la protection de la jeunesse, instaurait un système judiciaire de protection des enfants dont les parents étaient jugés indignes, les orphelins, les enfants illégitimes ou adultérins, les enfants exposés à la délinquance. Cette loi est à l’origine des mesures de protection de l’enfance et de la jeunesse dont le Québec s’est doté depuis lors. À cette époque, l’État québécois commençait à s’impliquer en subventionnant une partie des activités charitables des communautés religieuses. Le grand nombre d’enfants ayant ainsi grandi en orphelinat et les mauvais traitements que plusieurs y ont vécu servent de toile de fond à cette série dramatique. Le groupe des citoyens ayant ce lourd passé a lui-même choisi ce vocable : « Les orphelins de Duplessis » pour se désigner. Ce sont maintenant des gens d’un certain âge qui dénoncent les conditions dans lesquelles ils ont grandi et demandent excuses et réparations.

## Synopsis
Dans les années 1950, de jeunes garçons placés en orphelinat subissent jour après jour des conditions de vie rudes et austères. Formant un groupe solidaire, ils se soutiennent et survivent malgré les brimades, les privations et le peu d’espoir de jours meilleurs. Pendant que ces enfants subsistent de leur mieux, ils n’ont aucun moyen de se douter ou d’être conscient des tractations secrètes, entre le clergé, le corps médical et le gouvernement, qui vont sceller leurs destins. Face à la situation financière précaire de l’institution, la solution est de transformer l’orphelinat en institut psychiatrique de façon à obtenir des subventions supplémentaires. Pour démontrer la nécessité de cette modification de statut, les orphelins sont étiquetés comme fous par ceux-là mêmes qui les avaient accueillis pour les aider. Alors que leur avenir d’orphelin était précaire, ils deviennent prisonniers d’un système asilaire dont ils ont peu d’espoir de pouvoir se libérer même en vieillissant.

## Distribution
- Lawrence Arcouette : Julien Leconte, enfant
- Joël Drapeau-Dalpé : François Dubois, enfant
- Xavier Morin-Lefort : Gabriel Bastien, enfant
- Louis-Philippe Desjardins : Julien Leconte, adolescent
- Pierre-Luc Brillant : François Dubois, adolescent
- Michel Goyette : Gabriel Bastien, adolescent
- Hélène Grégoire : Sœur Marie
- Julien Poulin : Donatien Legault
- Michael Caloz : Dominique
- Michel Thériault : Guy Gagné
- Sophie Léger : Sœur Jeanne de Compostelle
- Frédérique Collin : Sœur Clothilde
- Luc Guérin : Abbé Arsenault
- Jean Marchand : Abbé Gadouas
- Jean-René Ouellet : Cardinal
- Gary Boudreault : Dr Bourgault
- Claude Prégent : Dr Blackburn
- Jessica Barker : Murielle
- Jacques-Henri Gagnon : Maurice Duplessis
- Vincent Bilodeau : Banville
- Normand D'Amour : Lazure
- Léa-Marie Cantin : Sœur St-Ursule
- Stéphane Jacques : Frère Martineau
- Margot Campbell : Sœur Madeleine)
- Marie-France Marcotte : dame au mouchoir
- Jacques Allard : mari de la dame au mouchoir
- Chantal Monfils : Monique Gagné
- Michel Bonneau : fermier
- Jacinthe Potvin : fermière
- Caroline Ouellette : fille du fermier
- Geneviève Déry : fille de la boulangerie
- Victor Soumis : Pierre
- Kevin Dupuis : Jean
- Sacha Bourque : Jacques
- Alexandre Mérineau : Michel
- Patrick St-Cyr : Marc
- Linda Sauvé : Sœur de la crèche
- Josée Martin : Sœur de la crèche
- Jérémie Frappier : Julien, bébé
- Nicolas Bouthillette : garçon de Gagné
- Marie-Anne Larochelle : fille de Gagné
- Lucille Bélair : Sœur à l'Archevêché
- Jonathan Join : agité immobile
- Marie-Hélène Thibault : femme à la crèche
- Sébastien Joanette : homme à la crèche
- Steve Gendron : débile profond
- Benoît Paiement : journaliste
- Jocelyn Desjarlais : journaliste)
- Isabelle Pelletier : Vierge Marie
- Josée Rivard Guillaume : étudiante
- Anthony Etesonne Bédard : Guillaume
- Mathieu Labrie : Patrick
- Réal Bossé : ouvrier
- Frédérick De Grandpré : ouvrier
- Catherine Ricard : boulangère
- Jennifer-Karine Boivin : fille de la boulangerie
- Antoine Jobin : vieillard
- Jean-Claude Boudreau : agresseur
- Miro Lacasse : agresseur
- Vincent Magnat : préposé électrochocs
- Mario Labelle : Médecin électrochocs
- Ghyslain Massicotte : Moniteur
- Stéphane Krau : Moniteur
- Yves Drapeau : Moniteur

## Fiche technique
- Scénario : Jacques Savoie et Pierre Olivier
- Réalisation : Johanne Prégent
- Production : Claudio Luca
- Direction photo : Pierre Mignot
- Direction artistique : Réal Ouellette
- Montage : Claude Palardy et Marcel Pothier
- Musique : Clode Hamelin
- Société de production : Ciné Télé Action

## Distinctions
- Lauréat 1998 Meilleure Performance pour la comédienne Hélène Grégoire au FIPA – Festival International de Programmes Audiovisuels de Biarritz, France.
- Nomination 1997 de Douze nominations aux Prix Gémeaux.